# Мартин Гротян
Мартин Гротян (на немски: Martin Grotjahn) е германо-американски психоаналитик.

## Биография
Роден е на 8 юли 1904 година в Берлин, Германия, в семейството на лекаря Алфред Гротян. През 1924 г. преминава матура. Завършва държавно медицинско образование в периода лято 1924 – май 1926 в Берлин, а защитава доктората си през 1930 г.
От 1929 той специализира психиатрия и едва през 1936 г. започва психоаналитичното си обучение в клиниката и психоаналитичния институт на Potsdamer Strasse 29 (днес номер 74) в Берлин-Шарлотенбург, начело с Макс Айтингон и става последовател на Зигмунд Фройд.
През 1936 г. той емигрира с жена си Етелка Грос и детето си в Съединените щати. Там се присъединява като лекар в услуга на американската армия, а в Чикаго работи като психоаналитик.
Умира на 30 септември 1990 година в САЩ на 86-годишна възраст.